# Julen Amezqueta
Julen Amezqueta Moreno (ur. 12 sierpnia 1993 w Estelli) – hiszpański kolarz szosowy.

## Osiągnięcia
Opracowano na podstawie:
2015
- 1. miejsce w Volta a Portugal do Futuro
  - 1. miejsce w klasyfikacji punktowej
  - 1. miejsce na 2. etapie

2020
- 1. miejsce w klasyfikacji górskiej Settimana Internazionale di Coppi e Bartali

2021
- 3. miejsce w Vuelta a Andalucía

## Rankingi
| Rok              | 2015 | 2016  | 2017  | 2018  | 2019  | 2020  | 2021 | 2022 | 2023  | 2024  |
| ---------------- | ---- | ----- | ----- | ----- | ----- | ----- | ---- | ---- | ----- | ----- |
| World Ranking    |      | 1269. | 1754. | 2337. | 1430. | 1023. | 231. | -    | 2328. | 3049. |
| UCI Europe Tour  | 261. | 1233. | 1279. | 1824. | 968.  | 794.  | 198. | -    | -     | -     |
| UCI Asia Tour    | -    | 284.  | -     | -     |       |       |      |      |       |       |
| UCI America Tour | -    | -     | 395.  | -     |       |       |      |      |       |       |
|                  |      |       |       |       |       |       |      |      |       |       |
| Źródło: UCI      |      |       |       |       |       |       |      |      |       |       |